# Soufiane Bouqantar
Soufiane Bouqantar (arabisch سفيان بوقنطار, DMG Sufyān Būqanṭār; * 30. August 1993 in Khémisset) ist ein marokkanischer Langstreckenläufer.

## Sportliche Laufbahn
Erste internationale Erfahrungen sammelte Soufiane Bouqantar bei den Crosslauf-Weltmeisterschaften 2011 in Punta Umbría, bei denen er nach 23:25 min den 18. Platz in der U20-Wertung belegte. Anschließend nahm er an den Juniorenafrikameisterschaften in Gaborone teil und belegte dort im 5000-Meter-Lauf in 14:11,67 min den fünften Platz, ehe er bei den Panarabischen Spielen in Doha mit 13:45,81 min die Goldmedaille gewann. Im Jahr darauf gelangte er bei den Juniorenweltmeisterschaften in Barcelona nicht ins Ziel, qualifizierte sich aber für die Olympischen Spiele in London, bei denen er mit 13:47,63 min in der Vorrunde ausschied. 2013 gewann er bei den Mittelmeerspielen in Mersin mit 28:57,82 min im 10.000-Meter-Lauf die Bronzemedaille hinter dem Türken Polat Kemboi Arıkan und seinem Landsmann Aziz Lahbabi. 
2016 qualifizierte sich Bouqantar erneut über 5000 Meter für die Olympischen Spiele in Rio de Janeiro, gelangte mit 14:56,55 min aber nicht bis in das Finale. 2017 gewann er bei den Islamic Solidarity Games in Baku mit 13:28,69 min die Silbermedaille über 5000 Meter hinter seinem Landsmann Younès Essalhi und gewann über 10.000 Meter in 27:47,59 min die Bronzemedaille hinter dem Bahrainer Abraham Cheroben und Kaan Kigen Özbilen aus der Türkei. Anschließend siegte er bei den Spielen der Frankophonie in Abidjan in 29:39,07 min über 10.000 Meter und gewann über die kürzere Distanz in 14:11,62 min die Silbermedaille hinter Landsmann Essalhi. Er qualifizierte sich auch für die Weltmeisterschaften in London, bei denen er mit 13:30,78 min in der ersten Runde ausschied. 2018 nahm er erneut an den Mittelmeerspielen in Tarragona teil und gewann dort in 13:56,28 min die Silbermedaille über 5000 Meter hinter Essalhi. Anschließend belegte er bei den Afrikameisterschaften in Asaba in 13:53,99 min den sechsten Platz. Im Jahr darauf gewann er bei den Arabischen Meisterschaften in Kairo in 13:37,91 min die Bronzemedaille über 5000 Meter hinter den Bahrainern Birhanu Balew und Albert Rop. Anschließend nahm er erstmals an den Afrikaspielen in Rabat teil und belegte dort in 1:38,87 min den siebten Platz, ehe er bei den Weltmeisterschaften in Doha mit 14:03,16 min in der Vorrunde ausschied. 2021 gewann er bei den Arabischen Meisterschaften in Radès in 13:47,41 min die Bronzemedaille über 5000 m hinter den Bahrainern Zouhaïr Awad und Sadik Mikhou. Anschließend startete er über diese Distanz bei den Olympischen Spielen in Tokio, verpasste dort aber mit 13:43,97 min den Finaleinzug.
2022 siegte er in 13:36,12 min über 5000 Meter bei den Mittelmeerspielen in Oran und gewann dort in 1:04:57 h auch die Bronzemedaille im Halbmarathon hinter seinem Landsmann Mouhcine Outalha und Benjamin Choquert aus Frankreich. Anschließend schied er bei den Weltmeisterschaften in Eugene mit 13:37,69 min im Vorlauf über 5000 Meter aus und gelangte dann bei den Islamic Solidarity Games in Konya mit 13:57,41 min auf Rang fünf.
In den Jahren 2014, 2015 und 2018 wurde Bouqantar marokkanischer Meister im 5000-Meter-Lauf.

## Persönliche Bestleistungen
- 3000 Meter: 7:38,65 min, 16. Juli 2017 in Rabat
  - 3000 Meter (Halle): 7:44,87 min, 1. Februar 2014 in Mondeville
- 5000 Meter: 13:10,29 min, 2. Juni 2022 in Montreuil
- 10.000 Meter: 27:47,59 min, 20. Mai 2017 in Baku
- Halbmarathon: 1:03:11 h, 27. Januar 2019 in Marrakesch